# Trimezinsav
| Trimezinsav |                                                                                   |
| Szerkezeti képlet                                                                                               |                                                                                   |
| Pálcikamodell                                                                                                   |                                                                                   |
| \| \| \| |                                                                                   |
| IUPAC-név | benzol-1,3,5-trikarbonsav                                                         |
| Kémiai azonosítók                                                                                               |                                                                                   |
| CAS-szám | 554-95-0                                                                          |
| PubChem | 11138                                                                             |
| ChemSpider | 10665                                                                             |
| EINECS-szám | 209-077-7                                                                         |
| DrugBank | DB08632                                                                           |
| ChEBI | 46032                                                                             |
| SMILES | c1c(cc(cc1C(=O)O)C(=O)O)C(=O)O                                                    |
| InChI | 1/C9H6O6/c10-7(11)4-1-5(8(12)13)3-6(2-4)9(14)15/h1-3H,(H,10,11)(H,12,13)(H,14,15) |
| InChIKey | QMKYBPDZANOJGF-UHFFFAOYSA-N                                                       |
| Beilstein | 2053080                                                                           |
| Gmelin | 51147                                                                             |
| UNII | OU36OO5MTN                                                                        |
| ChEMBL | 77562                                                                             |
| Kémiai és fizikai tulajdonságok                                                                                 |                                                                                   |
| Kémiai képlet                                                                                                   | C9H6O6                                                                            |
| Moláris tömeg                                                                                                   | 210,14034                                                                         |
| Savasság (pKa)                                                                                                  | 3,12; 3,89; 4,70                                                                  |
| Veszélyek |                                                                                   |
| R mondatok | R36 R37 R38                                                                       |
| Ha másként nem jelöljük, az adatok az anyag standardállapotára (100 kPa) és 25 °C-os hőmérsékletre vonatkoznak. |                                                                                   |
| |                                                                                   |

A trimezinsav, más néven benzol-1,3,5-trikarbonsav szerves vegyület, molekulájában egy benzolgyűrűhöz három karboxilcsoport kapcsolódik.
Szerkezete síkalkatú (a négy ilyen tulajdonságú benzolkarbonsav egyike).
Mezitilén oxidációjával állítják elő. Lágyítók, valamint térhálós polimerek előállítására használják.
p-Hidroxipiridinnel keverve vízalapú gél keletkezik, mely 95 °C-ig stabil.

## Fordítás
Ez a szócikk részben vagy egészben  a   Trimesic acid című angol Wikipédia-szócikk ezen változatának fordításán alapul.  Az eredeti cikk szerkesztőit annak laptörténete sorolja fel. Ez a jelzés csupán a megfogalmazás eredetét és a szerzői jogokat jelzi, nem szolgál a cikkben szereplő információk forrásmegjelöléseként.